# Angel Haze
Raeen Roes Wilson (Detroit, 10 juli 1992), beter bekend als Angel Haze, is een Amerikaanse rapper. In 2013 verscheen Angels eerste studioalbum Dirty Gold. Haze liet in februari 2015 via Twitter weten agender te zijn.

## Prille begin
Angel Haze is deels Afro-Amerikaans en deels Indiaans en heeft zich het Tsalagi (Cherokee) zelf aangeleerd. De rapper groeide op in een gezin dat lid was van de Apostolic Faith Church, een pinkstergemeenschap. Over de religieuze opvoeding zei Angel in een interview met The Guardian dat met niemand buiten de gemeenschap gepraat mocht worden en dat juwelen dragen en naar muziek luisteren verboden was. "Je mocht eigenlijk bijna niets."
Uit Angels cover van Eminems nummer Cleaning Out My Closet komt naar voren dat de rapper als kind door twee mannen seksueel misbruikt werd. Angel had hierover nog nooit met iemand gesproken. Tijdens een concert in het Verenigd Koninkrijk zei Angel: "Dit is de eerste en laatste keer dat ik dit nummer ga brengen."

## Carrière

### 2012-2013: Reservation en Classick
Reservation kwam gratis online uit in juli 2012. Het album kreeg veel lovende kritieken, waaronder een score van 88/100 van Metacritic. In datzelfde jaar was de rapper ook te horen op de mixtape Free SmokeOut Conversations van Dizzy Wright in het nummer Can't Trust 'Em. In 2012 kwam ook de zesde mixtape van Angel uit, namelijk Classick.
Op 3 januari 2013 bracht Angel een disstrack uit gericht tegen de Amerikaanse rapper Azealia Banks, getiteld On the Edge. Er volgde nog een disstrack op 4 januari onder de titel Shut the Fuck Up. Later vertelde Angel in een radio-interview met de BBC niet langer een probleem met Azealia Banks te hebben. De rapper gaf toe er spijt van te hebben dat het uit de hand was gelopen. Op 27 maart werd bekendgemaakt dat Angel op XXL's jaarlijkse Freshman Class-omslag zou staan. De Britse zangeres Natalia Kills maakte op 16 mei bekend dat ze zou samenwerken met Angel voor haar tweede studioalbum Trouble. Begin 2014 verscheen een remix van Kills' single Problem, opnieuw ingezongen door Angel.

### 2013-heden: Dirty Gold en Back to the Woods
Op 28 augustus verscheen Echelon (It's My Way), de eerste single van Angels debuutalbum Dirty Gold. Op 18 december lekte Angels eigen album uit. Het lekken van het album gebeurde omdat er een discussie was met Angels platenmaatschappij, waarover Angel een paar furieuze Twitterberichten plaatste. Het album stond gepland te verschijnen in maart 2014 maar kwam officieel uit op 30 december. Ondanks de positieve recensies had het album zeer lage verkoopcijfers, met in de eerste week slechts 857 verkochte exemplaren in het Verenigd Koninkrijk en minder dan 1000 in de VS.
Angel was ook te horen in Nacey's nummer I Own It. Het nummer kwam uit op 2 juni 2014. In juni nam Angel een lied op samen met rapper Ludacris voor de film 22 Jump Street. In oktober bracht Nick Jonas zijn nieuwe single Numb uit, een samenwerking met Angel. Diezelfde maand verscheen Angel ook op het debuutalbum van Mary Lambert, te horen in het nummer Ribcage.
Op 1 februari 2015 bracht Angel een lied uit getiteld CANDLXS, later verscheen ook het nummer GXMES. Er werd gezegd dat deze liedjes op een ep te horen zouden zijn, maar deze werd nooit uitgebracht. Op 29 juli verscheen Impossible, de eerste single van Back to the Woods, Angels tweede studioalbum. De tweede single, Babe Ruthless, kwam uit op 12 augustus. Moonrise Kingdom volgde op 7 september als derde single. Het volledige album verscheen uiteindelijk op 15 september 2015.

## Discografie

### Studioalbums
- Dirty Gold (30 december 2013)
- Back to the Woods (2015)

### Extended plays
- New York (5 oktober 2012)

### Mixtapes
- New Moon (27 november 2009)
- Altered Ego (16 januari 2011)
- King (12 juli 2011)
- Voice (19 april 2011)
- Reservation (17 juli 2012)
- Classick (25 oktober 2012)

### Singles
| Single met hitnotering(en) in de Vlaamse Ultratop 50 | Datum van verschijnen | Datum van binnenkomst | Hoogste positie | Aantal weken | Opmerkingen |
| ---------------------------------------------------- | --------------------- | --------------------- | --------------- | ------------ | ----------- |
| Battle Cry                                           | 2013                  | 05-04-2014            | tip79           | -            | met Sia     |

## Tournees
- Back to the Woods World Tour (2015-2016)

- Bibliothèque nationale de France: cb16908921x (data)
- Gemeinsame Normdatei: 104957026X
- International Standard Name Identifier: 0000 0004 3072 2805
- Library of Congress Control Number: no2015010499
- MusicBrainz: 96003ca6-5c03-4771-8b94-dbdc74949125
- Virtual International Authority File: 308179174
- WorldCat: E39PBJfWWQR3yxxFjG3JqtpXVC